# (74222) 1998 RZ80
(74222) 1998 RZ80 – planetoida z pasa głównego asteroid okrążająca Słońce w ciągu 4,12 lat w średniej odległości 2,57 j.a. Odkryta 15 września 1998 roku.